# 博里约
博里约（法語：Beaurieux，法語發音：[boʁjø]）是法国大東部大區埃纳省的一个市镇，属于拉昂区。

## 地理
博里约（49°23'32"N, 3°44'13"E）面积9.69 平方千米，位于法国上法蘭西大區埃纳省，该省份为法国北部内陆省份，北起北部省，西接索姆省和瓦兹省，东临阿登省和马恩省，西南至塞纳-马恩省，东北部与比利时接壤
与博里约接壤的市镇（或旧市镇、城区）包括：绍达尔德、克拉奥内勒、屈里莱绍达尔德、屈西和热尼、瑞米尼、迈济、乌什拉瓦莱富隆、蓬塔韦尔、瓦索涅、孔瑟夫勒。

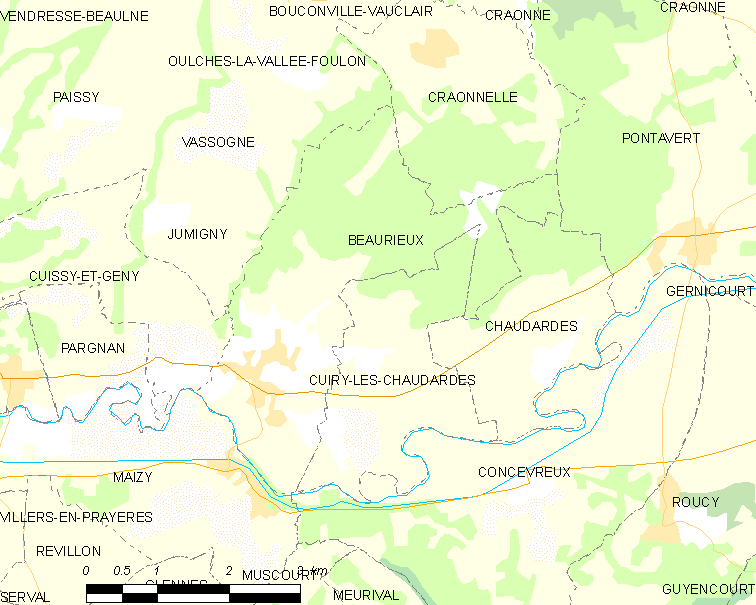
博里约的OSM定位图

博里约的时区为UTC+01:00、UTC+02:00（夏令时）。

## 行政
博里约的邮政编码为02160，INSEE市镇编码为02058。

## 政治
博里约所属的省级选区为埃纳河畔新城县。

## 人口

1962-2008年间博里约人口变化图示

博里约于2022年1月1日时的人口数量为813人。